# أندريه برتون
أندريه بروتون (بالفرنسية: André Robert Breton، 18 فبراير 1896- 28 سبتمبر 1966) كاتب وشاعر فرنسي ومناهض للفاشية.
أبرز ما عُرف به أنه أحد مؤسسي السريالية وقائدها ومنظّرها الرئيسي وكبير المدافعين عنها. تضمنت كتاباته أول بيان سريالي (Manifeste du surréalisme) في عام 1924، والذي عرّف فيه السريالية على أنها «حركة عفوية نفسية نقية» (التلقائية السريالية هي طريقة لصنع الفن يقمع فيها الفنان سيطرة الوعي على عملية الصنع ما يسمح بأن يكون اللاوعي (العقل الباطن) المؤثرَ الأكبر). 

## سيرة حياته

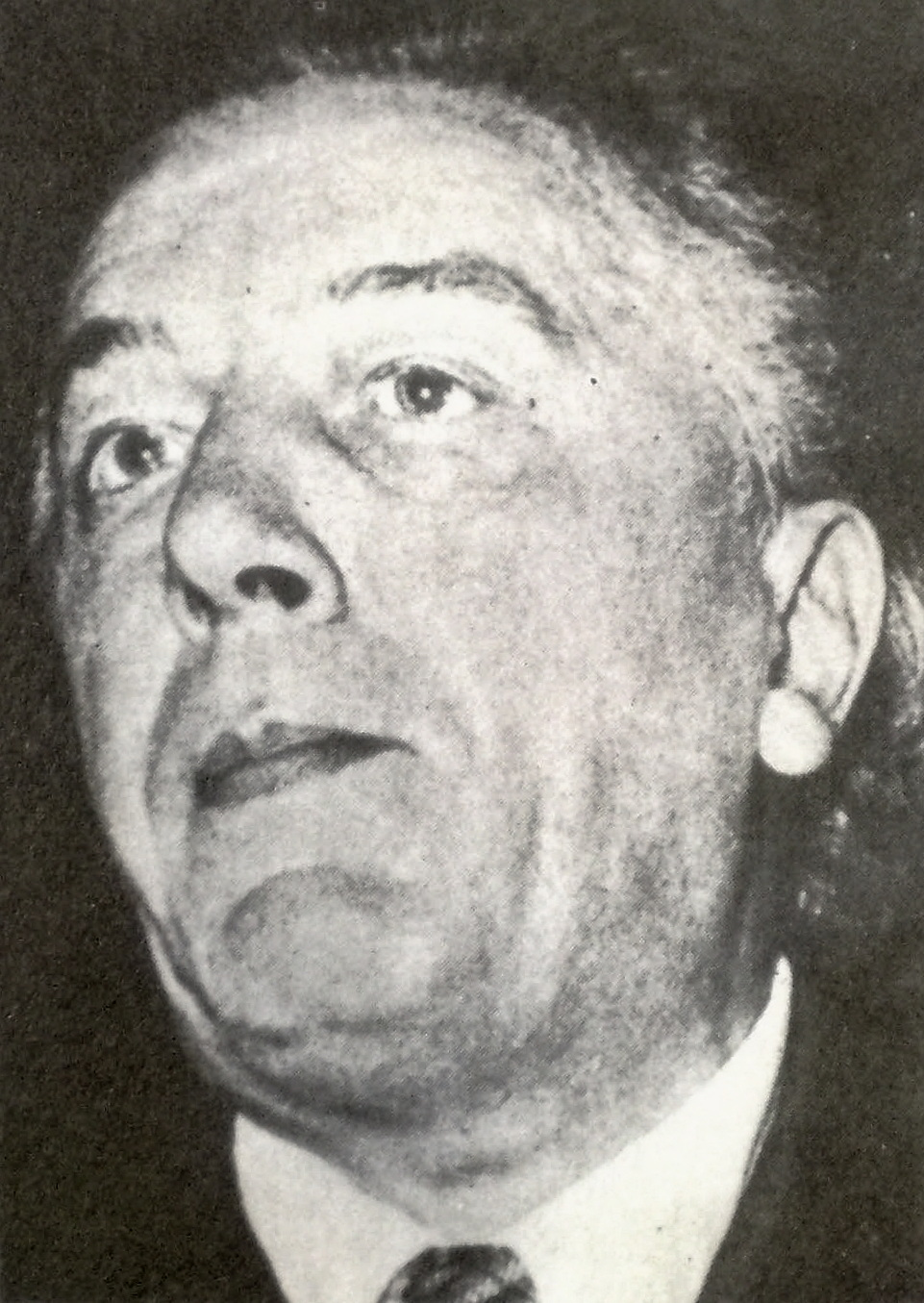
أندريه برتون، 1968

كان برتون الابن الوحيد المولود لعائلة متوسطة الحال في تينشيبراي في إقليم أورن في منطقة نورماندي في فرنسا، كان والده لويس جاستن برتون شرطيًا متسامحًا ولطيفًا وملحدًا، ووالدته «مارغريت-ماري-يوجين لو غوجي» خيّاطةً سابقةً اتصفت بالبرودة والتسلط ومالت إلى التعصب المتغطرس والانضباط الصارم. 
التحق برتون بكلية الطب حيث تطوّر لديه هناك اهتمام خاص بالأمراض العقلية. انقطع تعليمه عندما طُلب للتجنيد في الحرب العالمية الأولى. 
في أثناء الحرب العالمية الأولى، عمل في ردهة الأمراض العصبية في مستشفى نانت الفرنسي، حيث التقى مع «جاك فاشيه» المتعصب للشاعر والكاتب المسرحي «ألفريد جاري». أخذ جاك موقفًا معاديًا للمجتمع وتعرض للازدراء بسبب الأساليب الفنية الراسخة التي كان لها تأثير كبير على برتون. 
انتحر فاشيه عندما كان في الرابعة والعشرين من عمره، ونُشرت الرسائل التي كتبها خلال الحرب إلى بروتون وآخرين في مجلد بعنوان «رسائل الحرب» (1919)، والذي كتب عنه برتون أربع مقالات افتتاحية. 
تزوج بروتون من زوجته الأولى «سيمون كان» في 15 سبتمبر 1921، وانتقل الزوجان إلى شارع فونتين رقم 42 (في منطقة بيغال) في باريس في 1 يناير 1922. أصبحت الشقة في شارع فونتين مقرًا لمجموعة برتون التي تضم أكثر من 5300 قطعة: اللوحات الحديثة والرسومات والمنحوتات والصور الفوتوغرافية والكتب والكتالوجات الفنية والمجلات والمخطوطات وأعمال الفن الشعبي والأوقيانوسي (الأعمال الإبداعية التي قام بها السكون الأصليون في جزر المحيط الهادئ وأستراليا).
كان برتون ملحدًا. 

### من دادا إلى السريالية
(دادا: هي حركة ثقافية انطلقت من سويسرا أثناء الحرب العالمية الأولى، كنوع من معاداة الحرب، بعيدًا عن المجال السياسي من خلال محاربة الفن السائد). 
أطلق بروتون مجلة باسم « ليتراتير» (وهي مجلة أدبية سريالية) في عام 1919 مع فيليب سوبولت ولويس أراغون. ودعم أيضًا المنتسب لحركة الدادا تريستان تازارا. كان له دور فعّال في تأسيس مكتب البحوث السريالية.
طبّق مبدأ الكتابة التلقائية في كتاب الحقول المغناطيسية بالتعاون مع سوبولت، ونشر البيان السريالي في عام 1924، وكان محرر مجلة الثورة السريالية ابتداءً من ذلك العام، وارتبطت به مجموعة من الكتّاب: لويس أرغون وبول إيلوار ورينيه كريفل وميشيل ليريس وبنجامين بيريت وأنطونين أرتو وروبر ديسنوس.
نتيجة رغبته في الجمع بين موضوعات التحول الشخصي الموجودة في أعمال آرثر رامبو مع سياسة كارل ماركس، انضم برتون إلى الحزب الشيوعي الفرنسي في عام 1927، وطُرد منه في عام 1933.
نُشرت روايته «نادجا» في عام 1928، وهي رواية تتحدث عن لقائه مع امرأة مبدعة أصبحت لاحقًا مريضة نفسية.
أُولع برتون بمفهوم الحب المجنون، وانضمت العديد من النساء إلى المجموعة السريالية على مر السنين. كانت توين صديقةً جيدةً (توين رسامة سريالية اعتمدت الاسم المستعار المهني توين، رفضت النهايات الأنثوية وفضلت اسمها المستعار المحايد جنسيًا).
في ذلك الوقت، شكل بيع اللوحات في معرضه الفني الجزء الأكبر من مدخول برتون.

## روابط خارجية
- أندريه برتون على موقع IMDb (الإنجليزية)
- أندريه برتون على موقع الموسوعة البريطانية (الإنجليزية)
- أندريه برتون على موقع ميوزك برينز (الإنجليزية)
- أندريه برتون على موقع إن إن دي بي (الإنجليزية)
- أندريه برتون على موقع ديسكوغز (الإنجليزية)
- أندريه برتون على موقع قاعدة بيانات الفيلم (الإنجليزية)
- أندريه برتون على موقع كينوبويسك (الروسية)